# 1,1-Dietoksietan
1,1-Dietoksietan (acetaldehid dietil acetal) je jedna od glavnih komponenti ukusa distilovanih pića, posebno sladnog viskija i šerija. Mada je ovo jedinjenje jedno iz mnoštva sastojaka sa acetalnom funkcionalnom grupom, ova specifična hemikalija se ponekad naziva jednostavno acetal.